# До побачення, містер Чіпс
«До побачення, містер Чіпс» (англ. Goodbye, Mr. Chips) — британська мелодрама Сема Вуда 1939 року з Робертом Донатом в головній ролі.

## Сюжет
Старий вчитель згадує своє довге життя і багаторічну викладацьку кар'єру в школі-інтернаті для хлопчиків. Він вивчив кілька поколінь дітлахів, пам'ятав всіх своїх учнів, які стали для нього справжньою родиною, а також одруження, яке перевернуло все його життя.

## У ролях
- Роберт Донат  — Чарльз Едвард «Містер Чіпс» Чіппінг
- Грір Гарсон  — Кетрін Чіппінг
- Террі Кілберн  — Джон Коллі, Пітер Коллі I, Пітер Коллі II, Пітер Коллі III
- Джон Міллз  — Пітер Коллі
- Пол Генрейд  — Стефел
- Джудіт Ферс  — Флора
- Лін Гардінг  — Везербі
- Мілтон Росмер  — Чаттеріс
- Фредерік Лейстер  — Маршем
- Луїз Гемптон  — місис Вікет
- Остін Тревор  — Ральстон
- Девід Трі  — Джексон
- Едмунд Бреон  — полковник Морган